# Jacquemontia decipiens
Jacquemontia decipiens är en vindeväxtart som beskrevs av V. Ooststr. Jacquemontia decipiens ingår i släktet Jacquemontia och familjen vindeväxter. Inga underarter finns listade i Catalogue of Life.